# عشق وارد شد
عشق وارد شد (انگلیسی: Love Walked In) یک فیلم نئو-نوآر درام دلهره‌آور آرژانتینی-آمریکایی به کارگردانی خوان خوزه کامپانلا است که در سال ۱۹۹۷ منتشر شد.

## بازیگران
- دنیس لری
- ترنس استامپ
- آیتانا سانچز-خیخون
- مایکل بادالوکو
- دنی نوچی
- نیل هاف
- جی. کی. سیمونز
- مویرا کلی
- روکو سیستو